# Sauternes (Gironde)
Pour les articles homonymes, voir Sauternes.
Sauternes (Sautèrnas en gascon) est une commune du Sud-Ouest de la France, située dans le département de la Gironde (région Nouvelle-Aquitaine).
Ses habitants sont appelés les Sauternais.

## Géographie

### Localisation
Située au cœur du vignoble de Sauternes, la commune se trouve à 44 km au sud-est de Bordeaux, chef-lieu du département et à 9,5 km à l'ouest-sud-ouest de Langon, chef-lieu d'arrondissement et de canton.

### Communes limitrophes
Les communes limitrophes en sont Preignac au nord-est, Fargues à l'est, Léogeats au sud, Budos à l'ouest et Bommes au nord-ouest.
| Bommes |           | Preignac |
| Budos  | Sauternes | Fargues  |
|        | Léogeats  |          |

### Climat
Le climat qui caractérise la commune est qualifié, en 2010, de « climat océanique altéré », selon la typologie des climats de la France qui compte alors huit grands types de climats en métropole. En 2020, la commune ressort du même type de climat dans la classification établie par Météo-France, qui ne compte désormais, en première approche, que cinq grands types de climats en métropole. Il s’agit d’une zone de transition entre le climat océanique, le climat de montagne et le climat semi-continental. Les écarts de température entre hiver et été augmentent avec l'éloignement de la mer. La pluviométrie est plus faible qu'en bord de mer, sauf aux abords des reliefs.
Les paramètres climatiques qui ont permis d’établir la typologie de 2010 comportent six variables pour les températures et huit pour les précipitations, dont les valeurs correspondent à la normale 1971-2000. Les sept principales variables caractérisant la commune sont présentées dans l'encadré ci-après.
| Paramètres climatiques communaux sur la période 1971-2000 - Moyenne annuelle de température : 13 °C - Nombre de jours avec une température inférieure à −5 °C : 2,8 j - Nombre de jours avec une température supérieure à 30 °C : 8,7 j - Amplitude thermique annuelle : 15,2 °C - Cumuls annuels de précipitation : 852 mm - Nombre de jours de précipitation en janvier : 11,4 j - Nombre de jours de précipitation en juillet : 6,6 j |

Avec le changement climatique, ces variables ont évolué. Une étude réalisée en 2014 par la Direction générale de l'Énergie et du Climat complétée par des études régionales prévoit en effet que la  température moyenne devrait croître et la pluviométrie moyenne baisser, avec toutefois de fortes variations régionales. La station météorologique de Météo-France installée sur la commune et mise en service en 1896 permet de connaître l'évolution des indicateurs météorologiques. Le tableau détaillé pour la période 1991-2020 est présenté ci-après.
| Mois                                             | jan.          | fév.        | mars         | avril        | mai        | juin         | jui.         | août         | sep.         | oct.         | nov.         | déc.          | année      |
| ------------------------------------------------ | ------------- | ----------- | ------------ | ------------ | ---------- | ------------ | ------------ | ------------ | ------------ | ------------ | ------------ | ------------- | ---------- |
| Température minimale moyenne (°C)                | 3             | 2,9         | 5,2          | 7,3          | 10,8       | 13,9         | 15,6         | 15,6         | 12,5         | 9,9          | 5,9          | 3,6           | 8,8        |
| Température moyenne (°C)                         | 6,5           | 7,3         | 10,4         | 12,8         | 16,5       | 19,7         | 21,5         | 21,7         | 18,4         | 14,8         | 9,8          | 7             | 13,9       |
| Température maximale moyenne (°C)                | 10            | 11,7        | 15,5         | 18,2         | 22,2       | 25,5         | 27,5         | 27,8         | 24,3         | 19,7         | 13,7         | 10,4          | 18,9       |
| Record de froid (°C) date du record              | −15,1 19.1940 | −15 15.1956 | −9,7 31.1901 | −5,8 06.1911 | −2 02.1945 | 4 25.1958    | 3,5 10.1920  | 5,5 30.1986  | 1 30.1902    | −3,5 29.1940 | −9,9 28.1942 | −15,2 18.1920 | −15,2 1920 |
| Record de chaleur (°C) date du record            | 20 28.1920    | 25 27.2019  | 29 30.1905   | 31,8 25.1947 | 37 12.1912 | 40,5 18.2022 | 41,7 23.2019 | 42,5 11.2025 | 38,4 12.2022 | 33,2 01.2023 | 25 08.1985   | 22 16.1989    | 41,8 1906  |
| Précipitations (mm)                              | 80,2          | 58,9        | 60,2         | 80,1         | 74,5       | 67,4         | 50,9         | 65,3         | 65           | 71,8         | 97,8         | 87,5          | 859,6      |
| dont nombre de jours avec précipitations ≥ 1 mm  | 12            | 10          | 10,6         | 11,9         | 10,2       | 8,1          | 7,2          | 8            | 9,2          | 10,7         | 12,7         | 12,3          | 122,8      |
| dont nombre de jours avec précipitations ≥ 5 mm  | 5,3           | 4,4         | 4,9          | 5,8          | 4,9        | 4            | 3,1          | 3,8          | 4,2          | 4,3          | 6,6          | 6             | 57,3       |
| dont nombre de jours avec précipitations ≥ 10 mm | 2,5           | 1,7         | 1,6          | 2,4          | 2,4        | 2,1          | 1,4          | 2            | 2,3          | 2,3          | 3,6          | 2,9           | 27,3       |

## Urbanisme

### Typologie
Au 1er janvier 2024, Sauternes est catégorisée commune rurale à habitat dispersé, selon la nouvelle grille communale de densité à sept niveaux définie par l'Insee en 2022.
Elle est située hors unité urbaine. Par ailleurs la commune fait partie de l'aire d'attraction de Bordeaux, dont elle est une commune de la couronne,. Cette aire, qui regroupe 275 communes, est catégorisée dans les aires de 700 000 habitants ou plus (hors Paris),.

### Occupation des sols

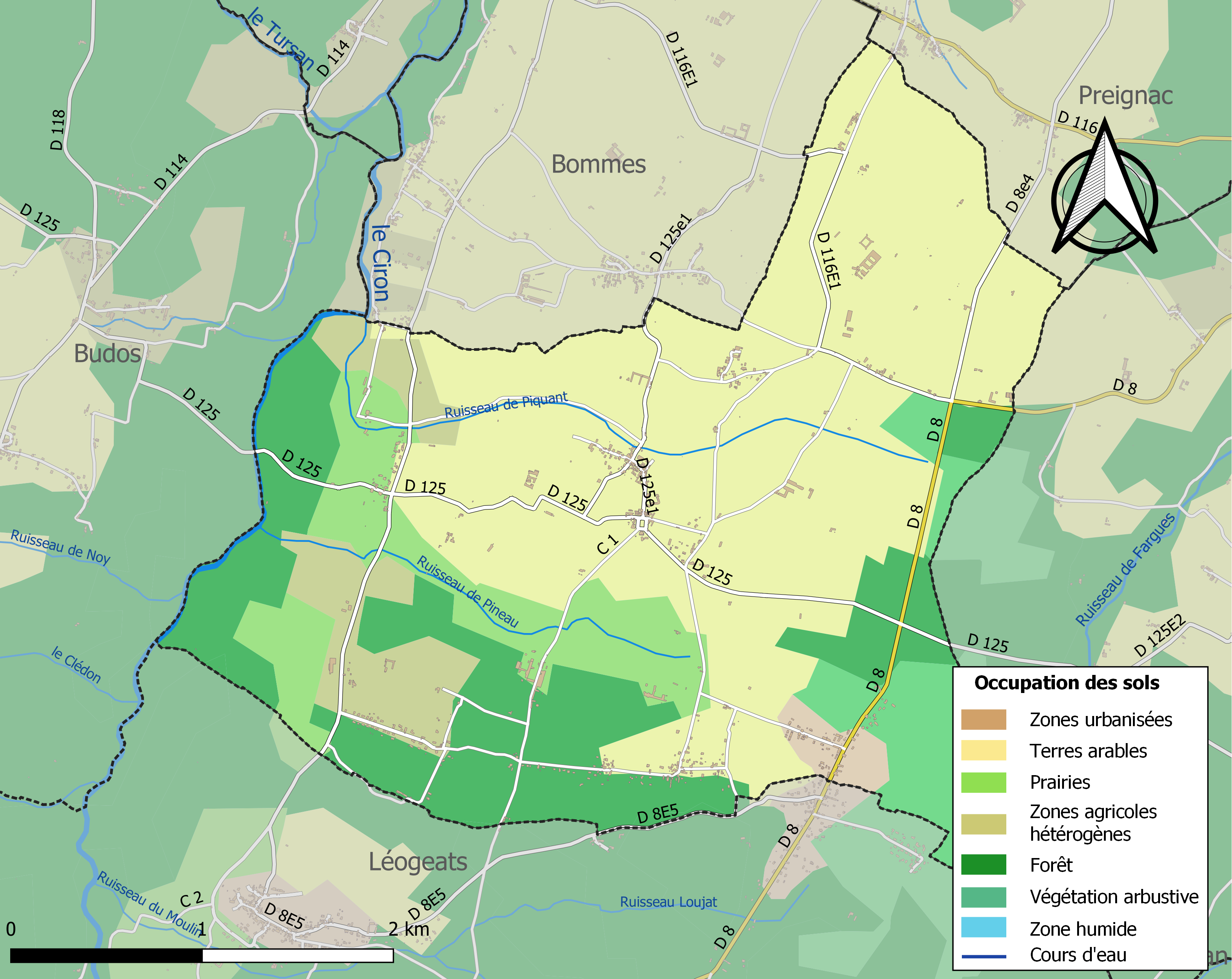
Carte des infrastructures et de l'occupation des sols de la commune en 2018 (CLC).

L'occupation des sols de la commune, telle qu'elle ressort de la base de données européenne d’occupation biophysique des sols Corine Land Cover (CLC), est marquée par l'importance des territoires agricoles (68,9 % en 2018), une proportion sensiblement équivalente à celle de 1990 (69,6 %). La répartition détaillée en 2018 est la suivante : 
cultures permanentes (51,8 %), forêts (22 %), prairies (10,3 %), milieux à végétation arbustive et/ou herbacée (7,6 %), zones agricoles hétérogènes (6,8 %), zones urbanisées (1,4 %). L'évolution de l’occupation des sols de la commune et de ses infrastructures peut être observée sur les différentes représentations cartographiques du territoire : la carte de Cassini (XVIIIe siècle), la carte d'état-major (1820-1866) et les cartes ou photos aériennes de l'IGN pour la période actuelle (1950 à aujourd'hui).

### Voies de communication et transports
La principale voie de communication routière est la route départementale D8 qui traverse l'est du territoire communal et mène vers le nord-est à Langon et vers le sud-sud-ouest à Villandraut. La route départementale D125 traverse la commune d'est en ouest et le bourg au niveau de la mairie, menant à Roaillan au sud-est et à Landiras au nord-ouest; l'une de ses extensions, la départementale D125e1 traverse le village et permet d'aller, en direction du nord, vers le Haut-Bommes et Pujols-sur-Ciron.
L'accès à l'autoroute A62 (Bordeaux-Toulouse) le plus proche est celui de  02 Podensac situé à 9 km vers le nord-nord-ouest.
La gare SNCF la plus proche est celle de Preignac, distante de 7,5 km vers le nord-nord-est, sur la ligne Bordeaux - Sète du TER Nouvelle-Aquitaine mais le trafic est plus intense à celle de Langon, distante de 8,5 km vers l'est-nord-est.

### Risques majeurs
Le territoire de la commune de Sauternes est vulnérable à différents aléas naturels : météorologiques (tempête, orage, neige, grand froid, canicule ou sécheresse), inondations, feux de forêts, mouvements de terrains et séisme (sismicité très faible). Un site publié par le BRGM permet d'évaluer simplement et rapidement les risques d'un bien localisé soit par son adresse soit par le numéro de sa parcelle.
Certaines parties du territoire communal sont susceptibles d’être affectées par le risque d’inondation par débordement de cours d'eau, notamment le Ciron. La commune a été reconnue en état de catastrophe naturelle au titre des dommages causés par les inondations et coulées de boue survenues en 1982, 1995, 1997, 1999, 2009, 2018 et 2020,.
Sauternes est exposée au risque de feu de forêt. Depuis le 20 avril 2016, les départements de la Gironde, des Landes et de Lot-et-Garonne disposent d’un règlement interdépartemental de protection de la forêt contre les incendies. Ce règlement vise à mieux prévenir les incendies de forêt, à faciliter les interventions des services et à limiter les conséquences, que ce soit par le débroussaillement, la limitation de l’apport du feu ou la réglementation des activités en forêt. Il définit en particulier cinq niveaux de vigilance croissants auxquels sont associés différentes mesures,.
Les mouvements de terrains susceptibles de se produire sur la commune sont des tassements différentiels.

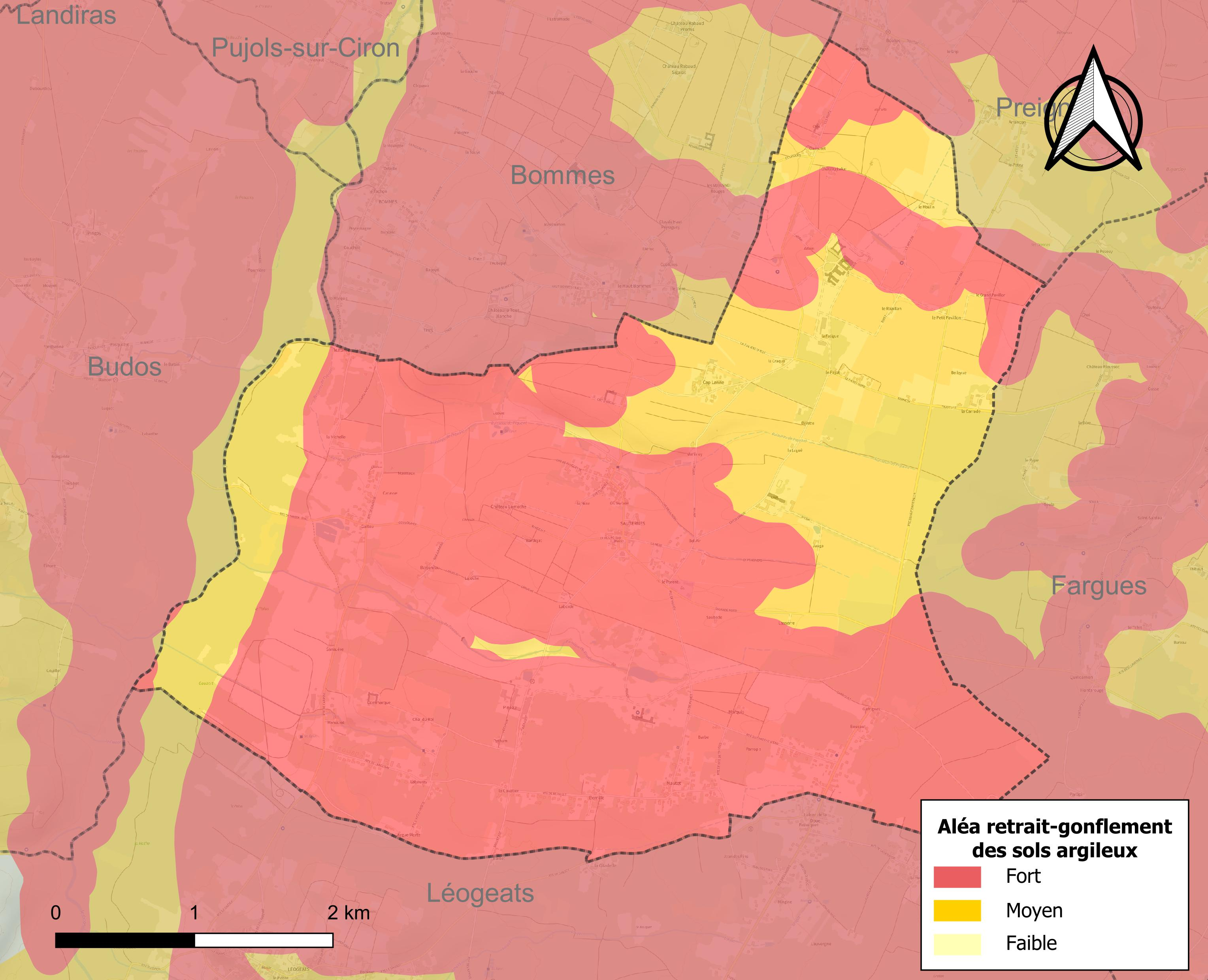
Carte des zones d'aléa retrait-gonflement des sols argileux de Sauternes.

Le retrait-gonflement des sols argileux est susceptible d'engendrer des dommages importants aux bâtiments en cas d’alternance de périodes de sécheresse et de pluie. La totalité de la commune est en aléa moyen ou fort (67,4 % au niveau départemental et 48,5 % au niveau national). Sur les 387 bâtiments dénombrés sur la commune en 2019, 387 sont en aléa moyen ou fort, soit 100 %, à comparer aux 84 % au niveau départemental et 54 % au niveau national. Une cartographie de l'exposition du territoire national au retrait gonflement des sols argileux est disponible sur le site du BRGM,.
Concernant les mouvements de terrains, la commune a été reconnue en état de catastrophe naturelle au titre des dommages causés par la sécheresse en 1989 et 2003 et par des mouvements de terrain en 1999.

## Toponymie

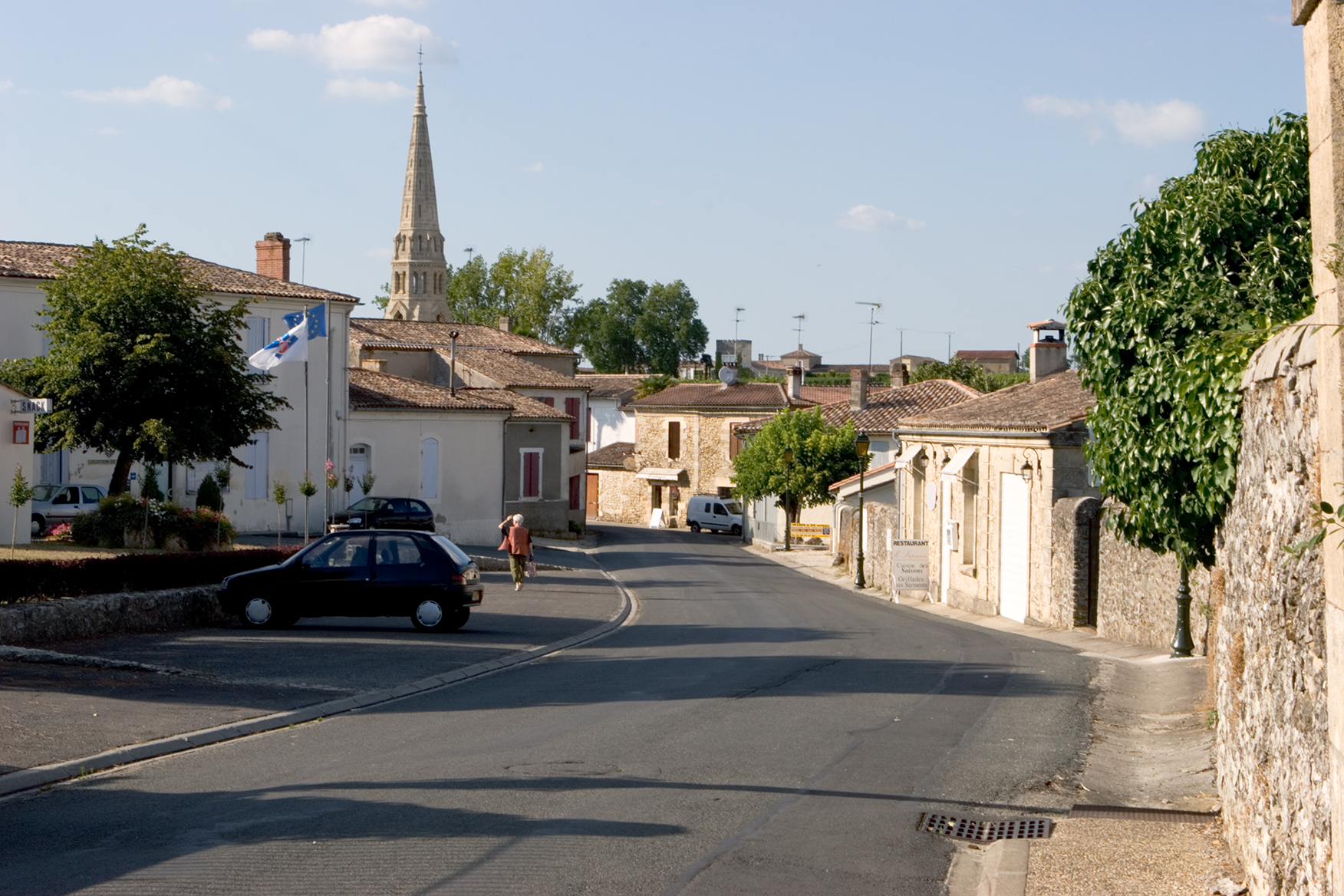
Rue du village (août 2005)

Le nom de Sauternes pourrait provenir du latin Saltus Ternis  qui peut se traduire par Trois sauts, Saltüs signifiant saut et Ternis trois, c'est-à-dire trois vallées (Piquant, Pineau et Aygue Morte) entre trois coteaux importants (Arche d'altitude 70 m, Lamothe d'altitude 67 m et Commarque d'altitude 58 m).
Au XIe siècle, on trouve le nom de Salternas.

## Histoire
Pour l'état de la commune au XVIIIe siècle, voir l'ouvrage de Jacques Baurein.
À la Révolution, la paroisse Saint-Pierre de Sauternes forme la commune de Sauternes.

## Héraldique
| Armes | Les armes de Sauternes se blasonnent ainsi : Parti, au premier palé de sinople et d'or, au second de sinople à la champagne burelée ondée d'argent et d'azur de dix pièces ; à la grappe de raisin d'or tigée et feuillée au naturel brochant sur le second de la partition et sur le pal d'or à senestre du premier ; le tout sommé d'un chef d'or chargé d'un soleil vidé d'argent. statut officiel, présent sur le site internet de la commune |

## Politique et administration

### Communauté de communes
Le 1er janvier 2014, la communauté de communes du Pays de Langon ayant été supprimée, la commune de Sauternes s'est retrouvée intégrée à la communauté de communes du Sud Gironde siégeant à Mazères.

## Démographie
L'évolution du nombre d'habitants est connue à travers les recensements de la population effectués dans la commune depuis 1793. Pour les communes de moins de 10 000 habitants, une enquête de recensement portant sur toute la population est réalisée tous les cinq ans, les populations de référence des années intermédiaires étant quant à elles estimées par interpolation ou extrapolation. Pour la commune, le premier recensement exhaustif entrant dans le cadre du nouveau dispositif a été réalisé en 2008.

En 2022, la commune comptait 816 habitants, en évolution de +4,21 % par rapport à 2016 (Gironde : +6,91 %, France hors Mayotte : +2,11 %).
| 1793 | 1800 | 1806 | 1821 | 1831  | 1836  | 1841  | 1846  | 1851 |
| ---- | ---- | ---- | ---- | ----- | ----- | ----- | ----- | ---- |
| 900  | 628  | 669  | 948  | 1 045 | 1 060 | 1 037 | 1 000 | 901  |

| 1856 | 1861 | 1866 | 1872 | 1876  | 1881 | 1886 | 1891 | 1896 |
| ---- | ---- | ---- | ---- | ----- | ---- | ---- | ---- | ---- |
| 948  | 903  | 990  | 953  | 1 009 | 966  | 953  | 952  | 932  |

| 1901 | 1906 | 1911 | 1921 | 1926 | 1931 | 1936 | 1946 | 1954 |
| ---- | ---- | ---- | ---- | ---- | ---- | ---- | ---- | ---- |
| 934  | 877  | 850  | 717  | 721  | 689  | 560  | 553  | 613  |

| 1962 | 1968 | 1975 | 1982 | 1990 | 1999 | 2006 | 2008 | 2013 |
| ---- | ---- | ---- | ---- | ---- | ---- | ---- | ---- | ---- |
| 640  | 582  | 580  | 578  | 589  | 586  | 679  | 706  | 762  |

| 2018 | 2022 | - | - | - | - | - | - | - |
| ---- | ---- | - | - | - | - | - | - | - |
| 796  | 816  | - | - | - | - | - | - | - |

## Lieux et monuments
- L'église Saint-Pierre-ès-Liens date du XIIe siècle et est remarquable par son abside. L'abside a été inscrite au titre des monuments historiques en 1925[32].
- Les bâtiments du château d'Yquem datent des XVIe et XVIIe siècles et forment un quadrilatère autour d'une vaste cour ; le château a été classé monument historique en 2003[33] pour ses décors et peintures (fresques de la chapelle, cheminées et fresques du corps de logis principal).
- Le bâtiment de la mairie présente une curiosité relativement rare qui consiste en la présence d'une statue de la Vierge sur son fronton ; cette survivance est due au fait que ledit bâtiment a abrité une école religieuse de 1837 à 1902[23].

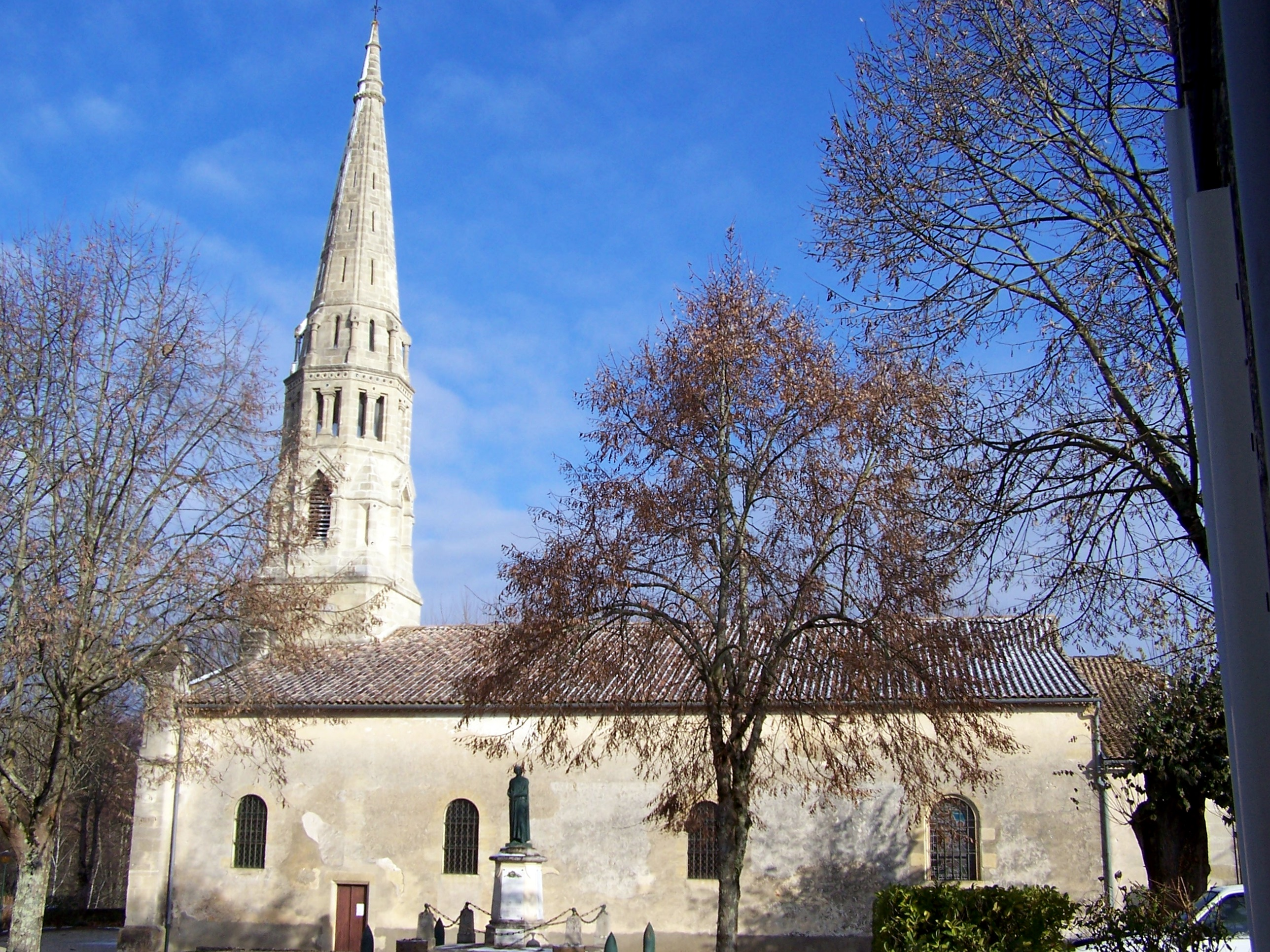
L'église Saint-Pierre-ès-Liens (déc. 2009)
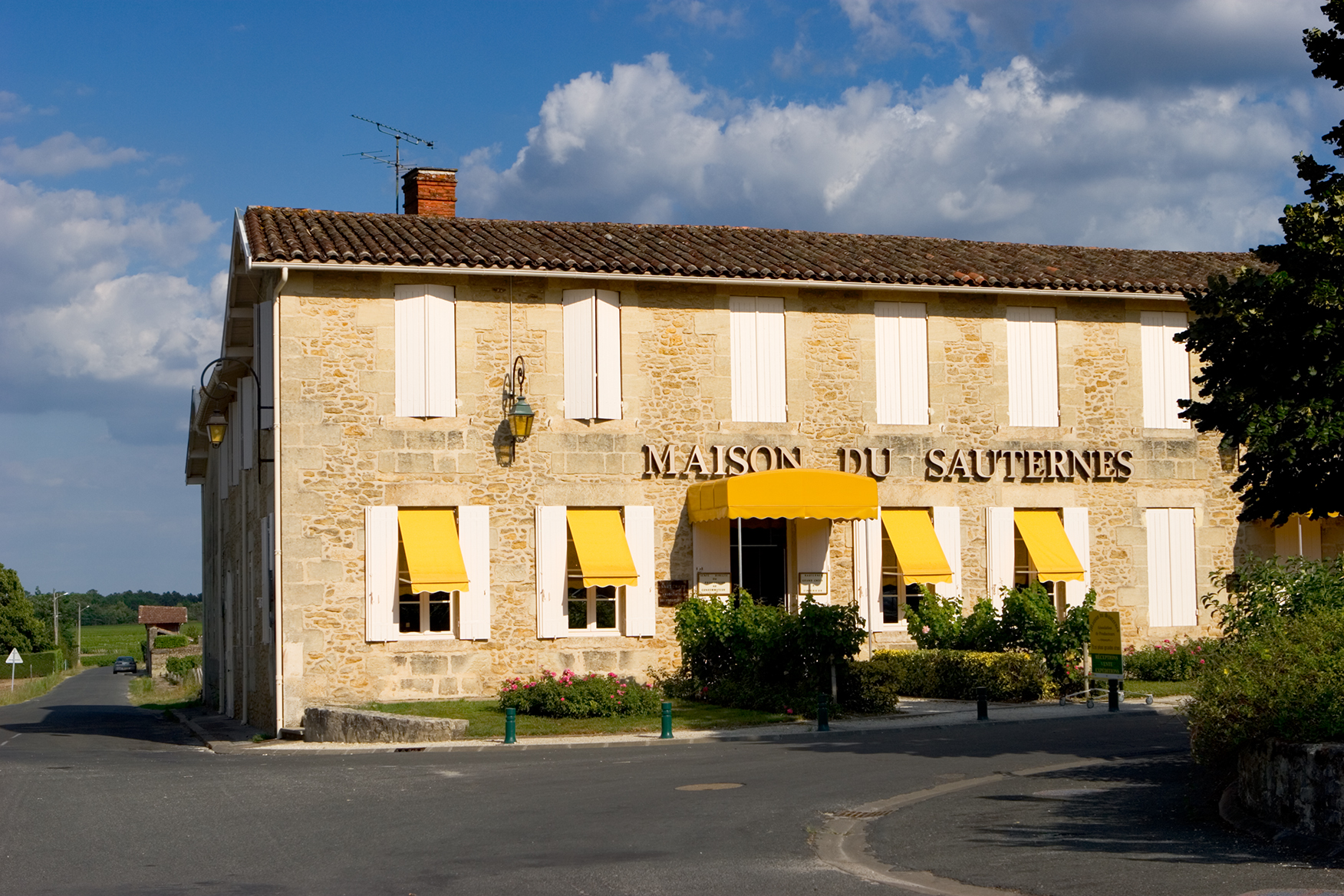
La maison du sauternes face à la mairie (août 2005)
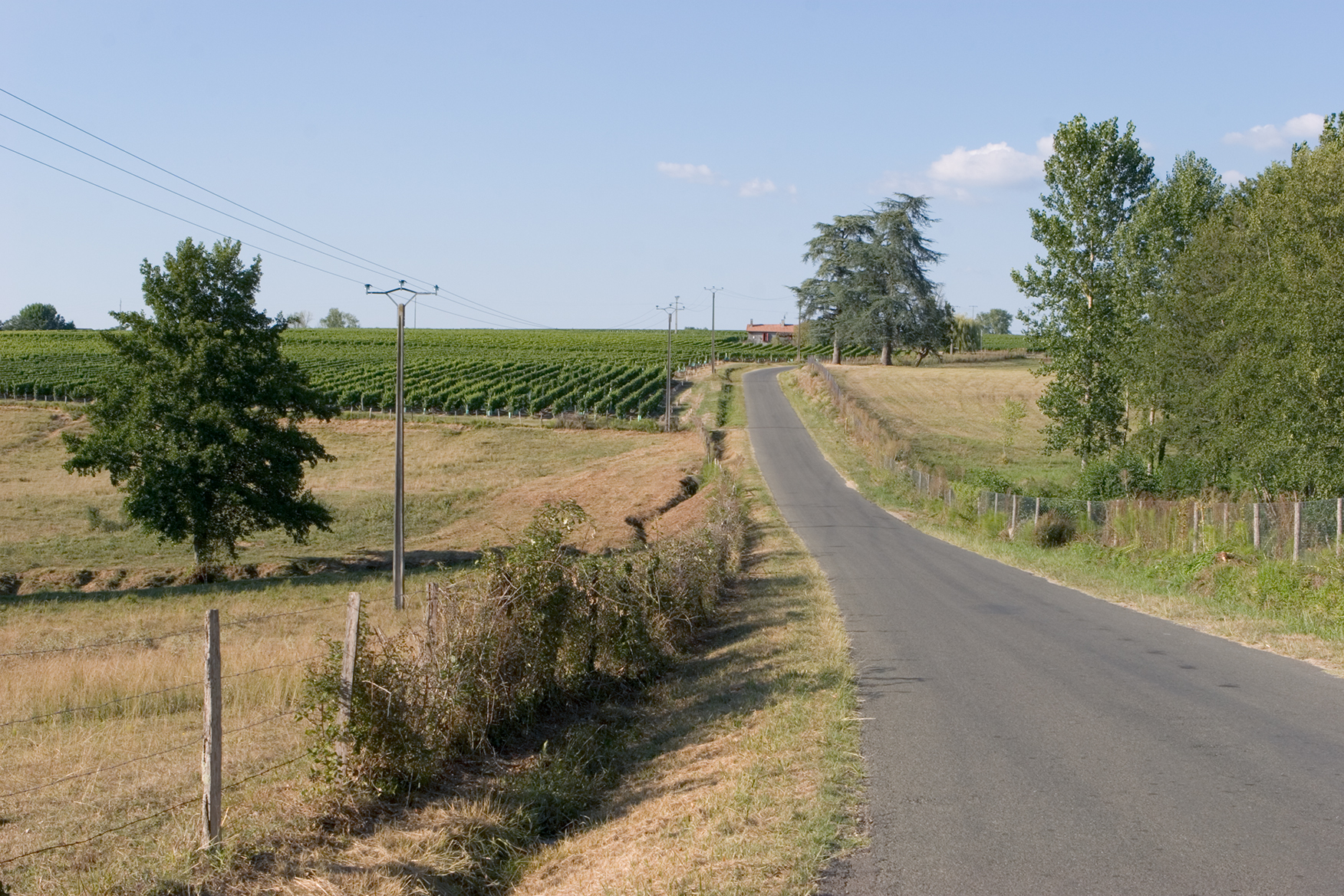
Route dans le vignoble (août 2005)
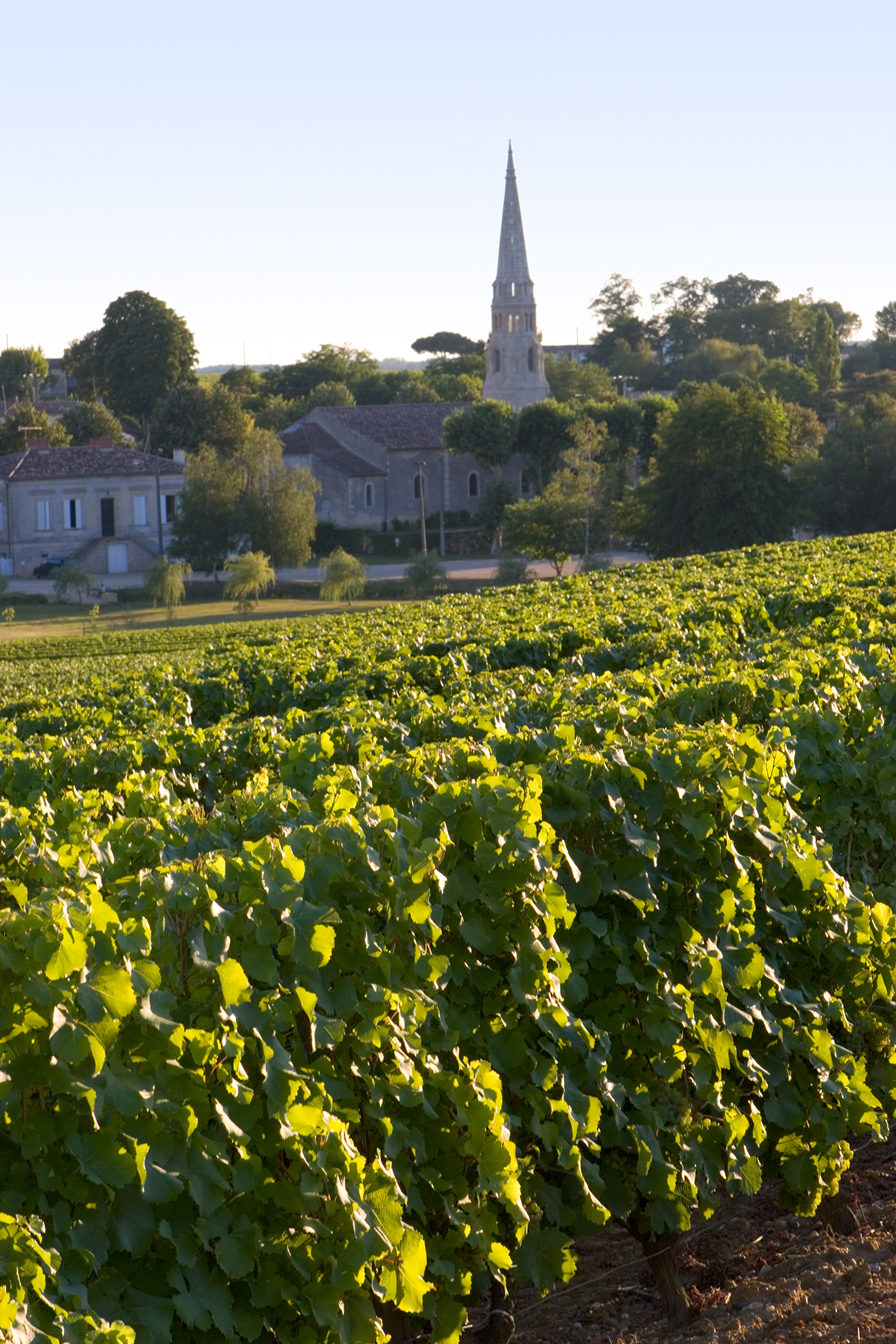
Le vignoble sauternais (août 2005)
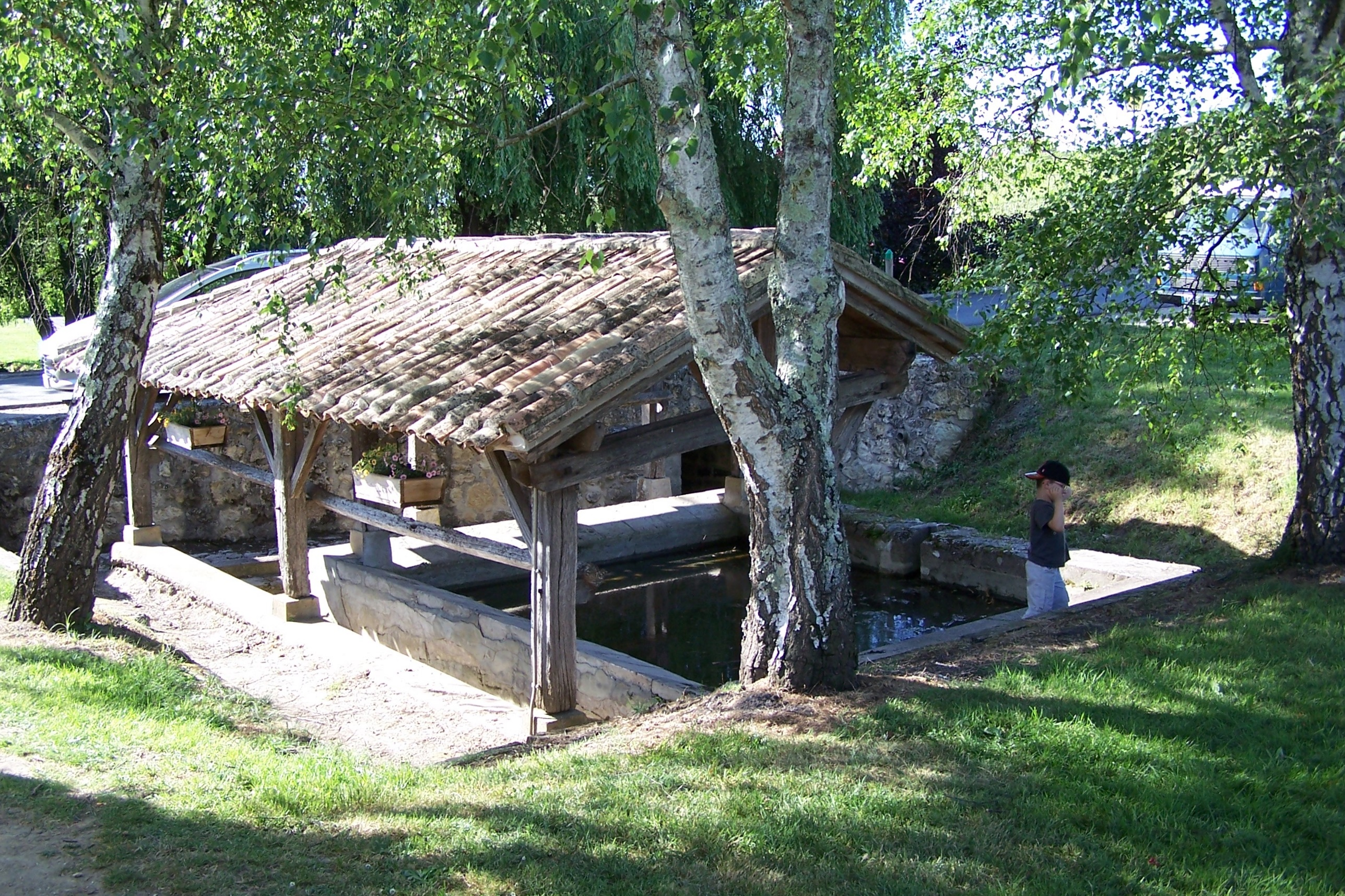
Lavoir en contrebas de l'église (mai 2011)
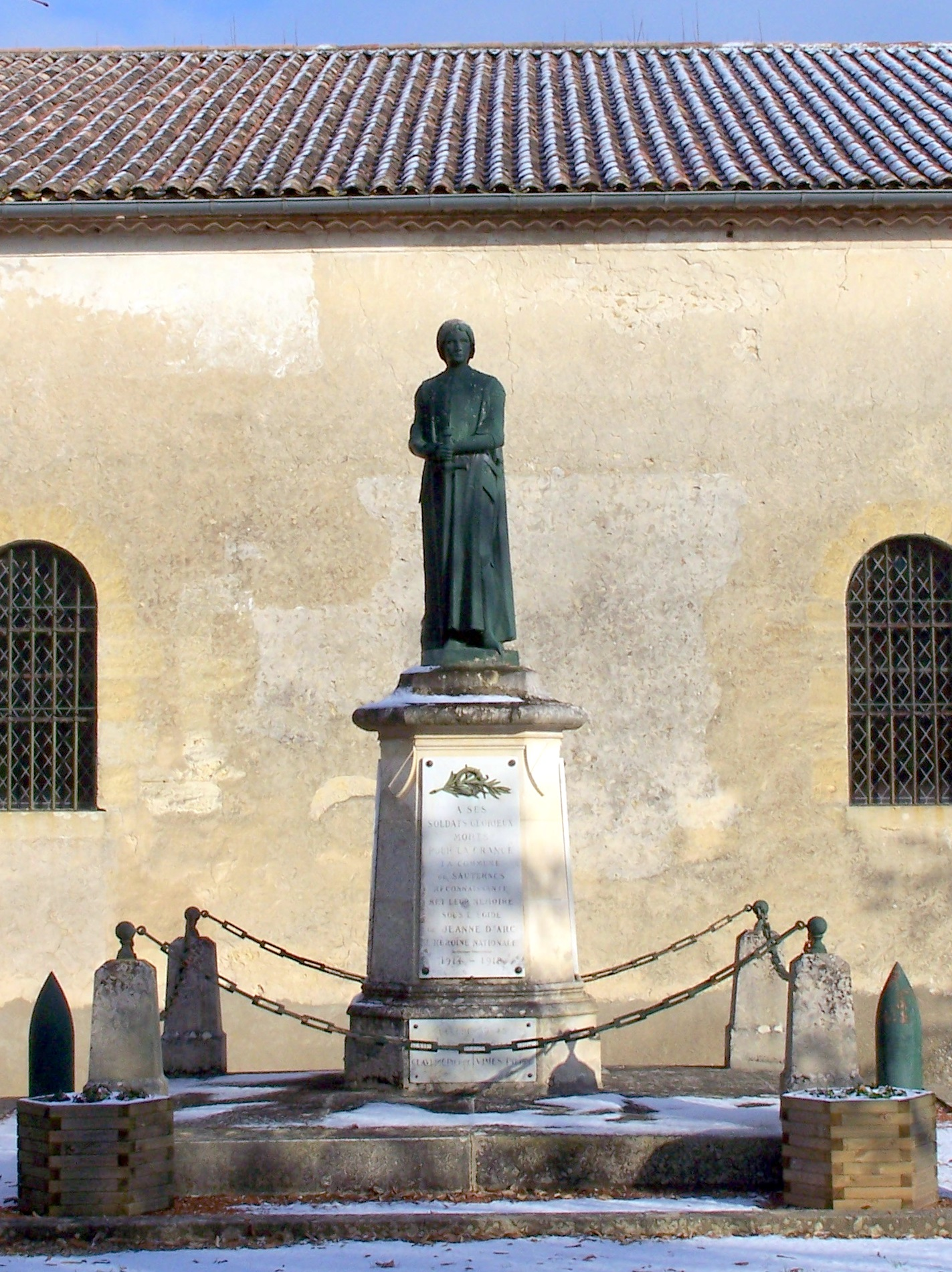
Le monument aux morts sur la place près de l'église (déc. 2009)

## Viticulture
Le Sauternes est probablement le vin blanc liquoreux le plus connu au monde. Mais sur la commune de Sauternes d'autres vins peuvent être produits, certes en moins grande quantité, citons: le crémant de Bordeaux, le bordeaux supérieur et le bordeaux.

## Personnalités liées à la commune
- Joséphine d’Yquem (1768-1851), femme d'affaires et vigneronne, morte au château d'Yquem à Sauternes.